# Chiesa di San Giovannello (Campobasso)
La chiesa di San Giovannello è una chiesa di Campobasso.

## Descrizione
La piccola chiesa è ubicata sulla sommità di una collina che fu il centro di un paese chiamato appunto "San Giovannello", attestato nel 1160, e distrutto da un terremoto nel XIII secolo. Tale collina è situata nel quartiere nord di Campobasso, nella zona delle case popolari nota come CEP.

## Storia
L'unica informazione circa la datazione della chiesa è fornita dall'architrave che sovrasta il portale d'accesso, che riporta la data 1551, una croce e due figure in adorazione.
Testimonianze antiche ci informano che nel 1764 la collina fu adibita a luogo di sepoltura, in vista di una possibile epidemia all'interno della città.
Nel passare dei secoli la chiesa è stata sottoposta a più dipendenze: sull'architrave della facciata vi è inserito il simbolo della chiesa di Santa Maria della Croce datato 1846; successivamente fece parte della parrocchia delle chiesa di San Leonardo e di San Giorgio; infine con lo sviluppo edilizio del dopoguerra che interessò l'area circostante la chiesa e la conseguente nascita del Quartiere CEP (oggi incluso nel quartiere Campobasso Nord), la chiesa fu infine inserita nella vicina e nuova parrocchia della chiesa di San Giuseppe Artigiano, cui ancora oggi afferisce.

## Interesse artistico
Al suo interno sono custodite l'antica statua di San Giovannello, la statua lignea dell'Angelo Custode del 1968, un Crocefisso ligneo del 1400 e un dipinto databile al 1600, di scuola napoletana raffigurante la Madonna della Pietà.

## Curiosità
- Data la posizione periferica rispetto al centro storico di Campobasso, la chiesa di San Giovannello funse da nascondiglio e via di fuga per i governatori che tra il 1400 e il 1600 risiedevano nel Castello Monforte. Infatti è presente ancora oggi un percorso sotterraneo che attraversa letteralmente la città e che congiunge la chiesa di San Giovannello e il Castello Monforte (in linea d'aria sono circa 2 km), tuttavia è precauzionalmente chiuso ai visitatori a causa di cedimenti.
- La chiesa viene aperta solo nei giorni in cui la Chiesa ricorda la decollazione di San Giovanni Battista, a fine agosto, e viene svolta una processione lungo le vie del quartiere. Inoltre sulla collina e lungo le sue pendici sono svolti ogni anno vari eventi, tra cui un concorso d'arte e un concerto.